# セルゲイ・カラセフ
- セルゲイ・カラショフ

セルゲイ・ゲナディエビッチ・カラセフ（ロシア語: Сергей Геннадьевич Карасёв、1979年6月12日 - ）はロシアのサッカー審判員（国際審判員）。

## 来歴
モスクワ州立土木工科大学在籍時にロシアアマチュアサッカーリーグで選手としてプレーした後、弁護士となる一方で、1995年に審判としての活動を始める。1999年にフットボールレフェリーセンターに1期生として入り、2002年に卒業。前後してキャリアを積み重ね、2008年にロシアサッカー・プレミアリーグのクリリヤ・ソヴェトフ・サマーラ対ルチの試合でトップカテゴリーデビューを果たした。
2010年にFIFA国際審判員リストに登録され、2014FIFAワールドカップ予選グループA・スコットランド対マケドニアの審判を務めた 。これは2006年6月にヴァレンティン・イワノフが2006 FIFAワールドカップ決勝トーナメントを担当して以降、ワールドカップ予選及びUEFA EUROの審判に任命された最初のロシアの審判であった。
2015年、ハワード・ウェブの紹介でサウジ・プロフェッショナルリーグ・アル・ナスル対アル・ヒラルの試合を担当。2016年にはリオデジャネイロオリンピックサッカー男子グループB・日本対コロンビアの試合を担当した。
2018年3月29日、2018 FIFAワールドカップの主審の一人に選ばれた。
UEFA EURO 2020では3試合を担当した。

## 挿話
- スキンヘッドの風貌で知られる。8歳の頃から脱毛症に苦しんだ結果であるが、その風貌故に「ロシアのコッリーナ」と称されることもある[6]。
- 既婚で3人の子供がいる[7]。
- ヘヴィメタルの愛好家として知られる。RIAノーボスチによるインタビューによれば、スレイヤーがお気に入りのバンドであるとのこと[8]。